# Hugh Cholmondeley (3e baron Delamere)
Hugh Cholmondeley (28 avril 1870 – 13 novembre 1931), est un pair britannique, l'un des plus influents colons du Kenya. Il est le fils de Hugh Cholmondeley (2e baron Delamere), et de sa seconde épouse, Augusta Emily Seymour, elle-même fille de George Hamilton Seymour. C'est un descendant indirect de Robert Walpole, le premier Premier ministre du Royaume-Uni.
Il se rend au Kenya en 1901, où il acquiert de vastes surfaces de terres auprès de la Couronne britannique. Au fil du temps, il devient le chef officieux de la communauté des Blancs du Kenya et il devient célèbre, tant pour son travail inlassable visant à développer une économie agricole viable en Afrique de l'Est que pour ses frasques en compagnie de ses amis blancs.

## Jeunesse
Delamere quitte le collège d'Eton à l'âge de seize ans, dans l'intention de s'engager dans l'armée britannique, mais il abandonne l'idée d'une carrière militaire lorsqu'il hérite, à l'âge de dix-huit ans, du titre de son père décédé le 1er août 1887. Il entre néanmoins au 3e bataillon du régiment du Cheshire en tant que lieutenant, et il s'implique dans la Yeomanry Cavalry de la milice du Cheshire où il obtient le rang de capitaine.
Le jeune baron hérite de vastes terres dans le Nord de l'Angleterre, notamment celles appartenant à sa famille depuis 1615, 7 000 acres du domaine ancestral sis autour de l'abbaye de Vale Royal, dans le comté du Cheshire,.

## Explorateur en Afrique

### Somalie

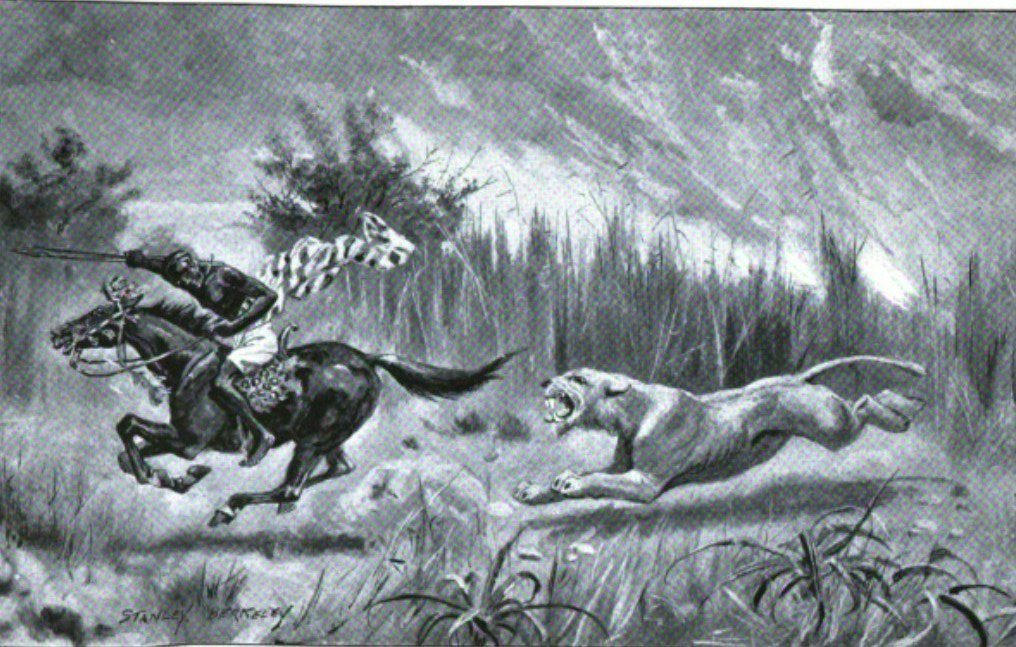
Hussein Hasan et son cheval Mangalool poursuivis par une lionne.

Delamere se rend en Afrique pour la première fois en 1891 pour chasser le lion en Somalie britannique, et il y retourne chaque année dans ce but. En 1893, il rencontre le poète et guerrier Hussein Hasan (en), lequel l'accompagne dans son expédition de chasse. À cette occasion, ce dernier et son fameux cheval Mangalool échappent de justesse à une lionne. En 1894, Delamere est attaqué par un lion et il ne doit la vie qu'à son porteur de fusil, Abdullah Ashur, qui se jette sur l'animal, donnant l'occasion à Cholmondeley de récupérer l'arme. À la suite de cet incident, il boitera pendant le restant de son existence ; il développe aussi un grand respect pour les Somalis.
Il semble que ce soit à l'occasion de ses expéditions de chasse en Somalie que Delamere invente le terme « chasseur blanc (en) », qui sert à désigner les chasseurs professionnels d'origine européenne en Afrique de l'Est. Delamere emploie en effet un tel homme, nommé Alan Black (black voulant dire « noir » en anglais), et un chasseur Somali pour conduire ses safaris. On prétend que le terme fut employé pour différencier les deux personnes, le « chasseur noir » et le « chasseur blanc ».
Lors d'une expédition débutant en 1896, avec une équipe comprenant un médecin, un taxidermiste, un photographe et deux cents chameaux, il entreprend de traverser le désert du sud de la Somalie, dans l'intention de rallier l'Afrique orientale britannique depuis le nord. En 1897, il arrive dans les hautes-terres verdoyantes, au centre de ce qui est de nos jours le Kenya.

### Kenya colonial
En 1899, Lord Delamere épouse Florence Anne Cole, une aristocrate anglo-irlandaise issue d'une importance famille d'Ulster, fille de Lowry Cole (4e comte d'Enniskillen), un pair du royaume dont la demeure ancestrale est Florence Court dans le sud-ouest du comté de Fermanagh en Irlande du Nord. Le couple songe rapidement à s'installer dans ce qui reste de nos jours connu sous le nom de « hautes-terres des Blancs » (le plateau de Kinangop), au Kenya.
Initialement, Delamere demande une concession de terres à la Couronne britannique, en mai 1903, mais elle lui est refusée, car le gouverneur du protectorat, Charles Eliot, estime que les terrains sont trop loin de tout centre de population. Sa requête suivante, concernant 10 000 acres, près de ce qui est de nos jours Naivasha, est également refusée, le gouvernement craignant que l'installation de colons ne déclenche un conflit avec les Maasaï qui vivent là. La troisième demande est enfin acceptée, Delamere reçoit un bail de 99 ans pour 10 000 acres, une propriété qu'il nomme Equator Ranche, moyennant un loyer annuel de 200 £ et l'engagement d'investir 5 000 £ en cinq ans pour l'exploitation des terres. En 1906, il acquiert une grande ferme dans la région de Gilgil, qui comprend jusqu'à 50 000 acres situées entre la gare de chemin de fer du lac Elmenteita, les badlands d'Elmenteita et la gare ferroviaire de Mbaruk ; ce « ranch » est nommé Soysambu. L'ensemble de ses possessions font de Delamere un des « grands hommes du Kenya », expression locale désignant la poignée de colons qui possèdent les plus grandes propriétés foncières.

#### Agriculture

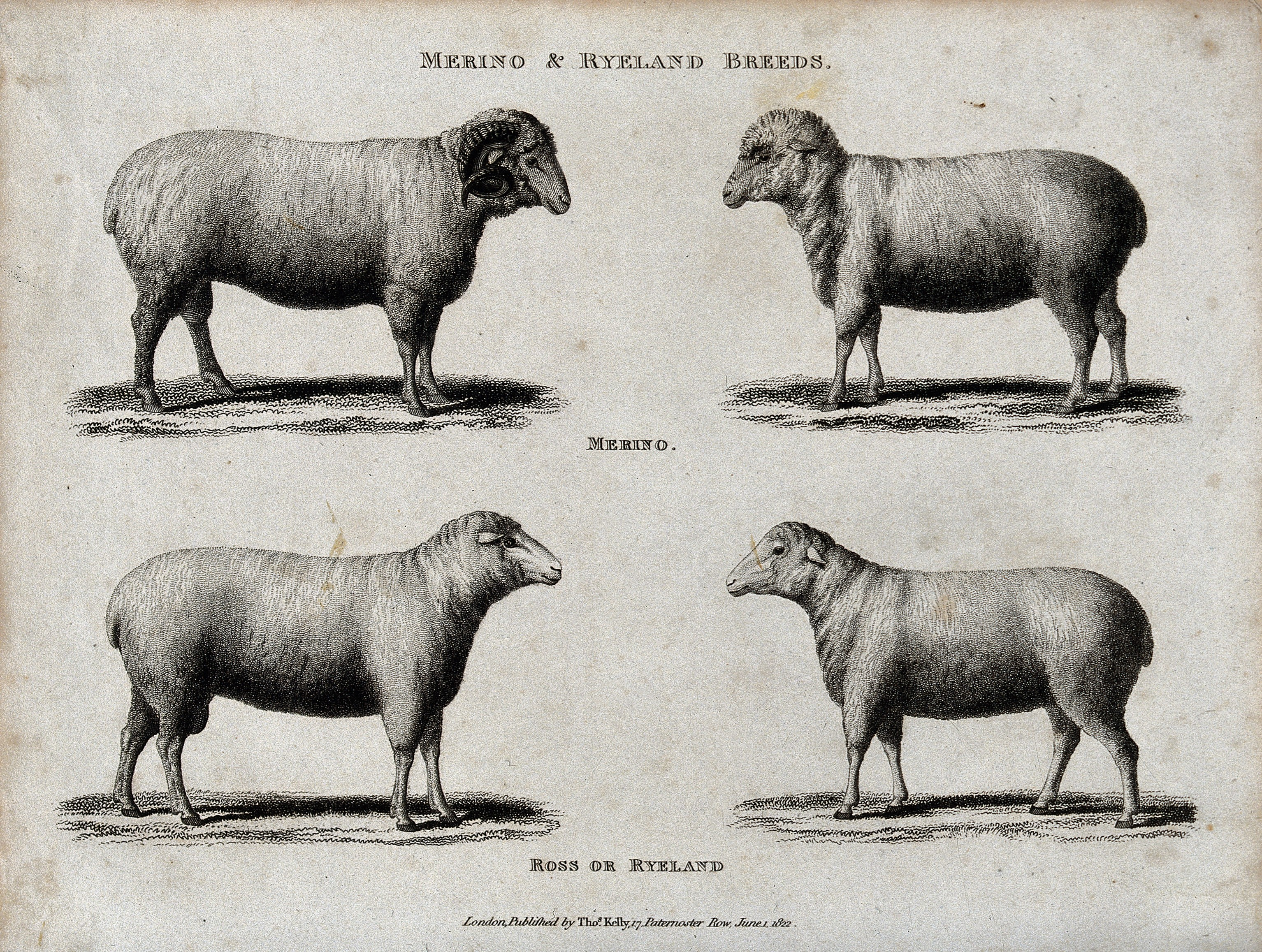
Brebis et béliers mérinos et Ryeland.

Parmi les colons du Kenya, Delamere devient célèbre pour l'ardeur qu'il apporte à développer l'agriculture kényane. Durant la majeure partie du temps, il réside avec sa femme dans des huttes de construction locale, en torchis, aménagées cependant avec des meubles de qualité venus d'Angleterre et d'Irlande. Durant vingt ans, Delamare exploite avec acharnement ses gigantesques terres, pratiquant par essai et erreur, expérimentant sans relâche dans l'agriculture et l'élevage, en accumulant un stock inestimable de connaissances qui serviront plus tard de base à l'économie agricole de la colonie du Kenya.
En 1905, Delamere est un pionnier de l'industrie laitière en Afrique de l'Est. Il est aussi pionnier dans l'hybridation animale, qu'il pratique d'abord chez les moutons et les poulets puis les bovins ; la plupart des animaux importés, cependant, succombent à diverses maladies telles la fièvre aphteuse et la babésiose. Il achète des béliers Ryeland afin de les faire se reproduire avec 11 000 brebis maasaïs et, en 1904, il importe cinq cents brebis mérinos de pure race depuis la Nouvelle-Zélande. Les quatre cinquièmes des mérinos meurent rapidement, et les bêtes survivantes sont amenées au ranch de Soysambu avec les bovins ayant survécu à une pleuropneumonie contagieuse bovine.
Finalement, Delamere décide de cultiver du blé, lequel, cependant, est aussi atteint par des maladies, particulièrement la rouille noire. En 1909, il est à court d'argent et ses derniers espoirs reposent sur une récolte de 1 200 acres plantées en blé qui, finalement, échoue. Elspeth Huxley note son commentaire amusé ou désabusé : « J'ai commencé à cultiver du blé en Afrique de l'Est pour prouver que, même si je vivais sur l'équateur, je n'étais pas dans un pays équatorial. ». Il crée ensuite un « laboratoire du blé » dans sa propriété, où il emploie des scientifiques afin de créer des variétés adaptées aux plateaux du Kenya. Afin d'améliorer ses revenus, il essaie aussi d'élever des autruches pour leurs plumes, important des incubateurs d'Europe ; cette aventure se termine avec l'avènement des voitures motorisées et le déclin subséquent des chapeaux à plumes. Il est le premier Européen à cultiver le maïs dans la « Florida Farm » de la vallée de la Rongai, et il construit la première minoterie du Kenya. En 1914, ses efforts finissent par porter leurs fruits et il commence à engranger des profits.

### La Vallée Heureuse
Delamere est actif dans le recrutement de colons pour l'Afrique de l'Est, promettant aux nouveaux venus 640 acres, ce qui aurait intéressé environ deux cents personnes. Il convainc quelques amis de la noblesse britannique d'acheter de grands domaines fonciers comme le sien et de s'installer au Kenya. Il est aussi considéré comme l'un des fondateurs de la communauté de la Vallée Heureuse, groupe de britanniques « bien-nés » en recherche de plaisirs qui finissent par prendre la forme de la consommation de drogue et de l'échangisme. On raconte souvent l'histoire selon laquelle Delamere aurait pénétré à cheval dans la salle à manger de l'hôtel Norfolk, à Nairobi, et aurait sauté par-dessus les tables[réf. nécessaire]. Il est également connu pour jouer à envoyer des balles de golf sur le toit du Muthaiga Country Club, le lieu de rassemblement de l'élite blanche du Kenya, puis pour grimper sur le toit afin de les récupérer.
Lorsqu'éclate la Première Guerre mondiale, il est chargé de collecter des renseignements à la frontière maasaï, afin de suivre le mouvement des unités militaires de l'Afrique orientale allemande. Delamere reçoit de nombreux visiteurs de haut rang, y compris celui qui est à l'époque sous-secrétaire d'État aux colonies, Winston Churchill. Il est aussi le premier président de l'East African Turf Club.

## Gouvernement
Delamere incarne les nombreuses contradictions du colon européen en Afrique. Il apprécie la compagnie des Africains, particulièrement celle des Maasaï, tolérant même, dans une certaine mesure, qu'ils volent son bétail pour augmenter leurs troupeaux, mais il lutte avec acharnement afin de maintenir la suprématie britannique ; « l'expansion de la civilisation européenne est, en soi, une chose souhaitable » écrit-il en 1927. « La race britannique […] est supérieure aux races africaines hétérogènes qui émergent seulement maintenant de siècles de relative barbarie […] l'ouverture de nouvelles zones à la colonisation participe à l'amélioration du monde,. » Richard Meinertzhagen, lui-même figure complexe de l'Afrique coloniale, note que Delamere aurait proclamé « je vais tous vous prouver qu'il s'agit d'un pays d'hommes blancs,. »
Ces conceptions ont une grande influence sur les colons car Delamere est leur leader incontesté, bien qu'officieux, et, dans une certaine mesure, leur porte-parole pendant trente ans. Il est membre du conseil législatif, du conseil exécutif (les instances des gouvernements coloniaux britanniques) et, en 1907, il devient le président de l'association des colons,. En 1921, il met sur pied le Reform Party. Errol Trzebinski (en), auteur de plusieurs ouvrages sur l'élite coloniale au Kenya, écrit à son propos : « Delamere fut le Rhodes du Kenya et les colons suivaient sa voie politique et spirituelle,. » Un autre colon de l'époque dit à peu près la même chose : « Son ascendant sur les colons du Kenya était tel qu'il s'attendait à ce que tout homme — et femme — réponde à ses demandes, et promptement. Il était leur Moïse. Pendant vingt-cinq ans, il a été leur guide,. » Beryl Markham, pilote d'avion et écrivaine, est une proche de Delamere et de sa femme, laquelle sert de mère de substitution à Markham. Elle résume Delamere de la manière suivante : « Delamere avait deux grands amours, l'Afrique de l'Est et les Maasaï… Delamere avait plusieurs facettes, telle une pierre taillée, et chaque facette brillait d'une manière particulière. Sa générosité est légendaire, mais ses colères, parfois totalement injustifiées, également… Pour lui, rien n'était plus important que l'avenir agricole et politique de l'Afrique orientale britannique, en cela c'était donc un homme sérieux. Pourtant, sa gaieté et son abandon occasionnel à l'esprit de plaisir, dont j'ai souvent été témoin, ne pouvaient guère être comparés qu'à ceux d'un écolier turbulent,. »
Ses efforts pour orienter la politique économique et raciale du Kenya, souvent en contradiction avec les orientations plus « pro-africaines » du Colonial Office, sont soutenus par ses puissants amis en Grande-Bretagne. Delamere et d'autres colons réussissent tellement bien à influencer la politique kényane qu'en 1923, le gouvernement britannique produit le Livre blanc du Devonshire (en), qui expose officiellement qu'au Kenya les préoccupations des Africains sont « primordiales », quand bien même elles seraient en contradiction avec celles des Blancs.

## Postérité

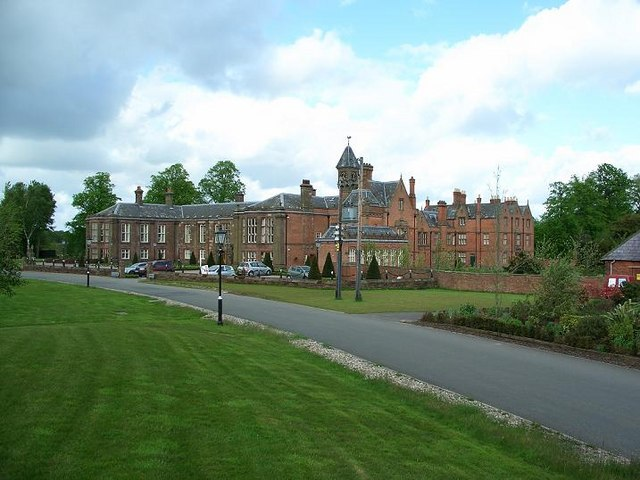
Bâtiments de Vale Royal (construits sur les restes d'une ancienne abbaye), ancienne habitation des barons Delamere (vendus en 1947).

Hugh Cholmondeley, 3e baron Delamere, décède en 1931, à l'âge de 61 ans. Son épouse, née Gwladys Helen Beckett, lui survit ; elle sera la seconde femme à être maire de Nairobi[réf. nécessaire]. Elle est interprétée à l'écran par Susan Fleetwood, dans le film Sur la route de Nairobi, qui met en scène le meurtre longtemps irrésolu de Josslyn Hay, membre de la communauté de la Vallée Heureuse.
À sa mort, il laisse l'agriculture kényane dans un état qui permettra au pays de développer une économie parmi les plus stables d'Afrique ; il laisse aussi des dettes pour un montant de 500 000 £.
La sixième avenue de Nairobi est appelée Delamere Avenue pour commémorer sa place dans le développement de la colonie, et une statue de bronze de 2,4 mètres de haut est érigée à l'extrémité de la rue, en face du New Stanley Hotel.
Lorsque le Kenya obtient son indépendance en 1963, nombre des colons blancs choisissent de vendre leurs fermes et de quitter le pays. La famille Delamere, avec à sa tête Thomas, quatrième baron, choisit de rester et d'adopter la nationalité kényane. Cependant, les traces du « règne » des Delamere sont effacées. La Delamere Avenue est renommée Kenyatta Avenue, en hommage à Jomo Kenyatta, et la statue est déplacée dans la propriété familiale de Soysambu, où elle fait face à une montagne appelée localement « nez de Delamare » ou « le guerrier endormi ». Parmi les Maasaï, avec lesquels Delamere avait pourtant établi des liens forts, sa famille est souvent vilipendée comme celle ayant volé les terres des Maasaï ; à sa mort, le Times rapporte cependant qu'il a été l'un des très rares Européens à s'être fait un devoir d'apprendre la langue massaï.
L'un des restaurants de l'hôtel Norfolk de Nairobi a été nommé « terrasse de Lord Delamere » pendant des décennies.
Lord Delamere est l'un des personnages du livre La Ferme africaine de Karen Blixen ; il est interprété à l'écran par Michael Gough dans l'adaptation cinématographique de 1985.

### Citations originelles
1. ↑  (en) « I started to grow wheat in East Africa to prove that though I lived on the equator, I was not in an equatorial country. »
2. ↑  (en) « The extension of European civilization was in itself a desirable thing »
3. ↑  (en) « The British race […] was superior to heterogeneous African races only now emerging from centuries of relative barbarism […] the opening up of new areas by means of genuine colonisation was to the advantage to the world »
4. ↑  (en) « I am going to prove to you all that this is a white man's country. »
5. ↑  (en) « Delamere was the Rhodes of Kenya and the settlers followed him both politically and spiritually. »
6. ↑  (en) « His ascendancy over the settlers of Kenya has been enjoyed long enough for him to expect all men — and women — to do his bidding, and do it promptly. He is their Moses. For 25 years he has been their guide. »
7. ↑  (en) « Delamere had two great loves, East Africa and the Masai People... Delamere's character had as many facets as cut stone, but each facet shone with individual brightness. His generosity is legendary, but so is his sometimes wholly unjustified anger... To him nothing was more important than the agricultural and political future of British East Africa, and so, he was a serious man. Yet his gaiety and occasional abandonment to the spirit of fun, which I have often witnessed, could hardly be equalled except by an ebullient schoolboy. »